# Combee Settlement
Combee Settlement es un lugar designado por el censo ubicado en el condado de Polk en el estado estadounidense de Florida. En el Censo de 2010 tenía una población de 5.577 habitantes y una densidad poblacional de 1.038,23 personas por km².

## Geografía
Combee Settlement se encuentra ubicado en las coordenadas 28°3′37″N 81°54′22″O / 28.06028, -81.90611. Según la Oficina del Censo de los Estados Unidos, Combee Settlement tiene una superficie total de 5.37 km², de la cual 5.34 km² corresponden a tierra firme y (0.58%) 0.03 km² es agua.

## Demografía
Según el censo de 2010, había 5.577 personas residiendo en Combee Settlement. La densidad de población era de 1.038,23 hab./km². De los 5.577 habitantes, Combee Settlement estaba compuesto por el 78.38% blancos, el 9.2% eran afroamericanos, el 0.81% eran amerindios, el 0.74% eran asiáticos, el 0.02% eran isleños del Pacífico, el 7.91% eran de otras razas y el 2.96% pertenecían a dos o más razas. Del total de la población el 18.16% eran hispanos o latinos de cualquier raza.